# Альбертус Піктор
Альбертус Піктор (швед. Albertus Pictor; нар. 1440 або 1450 — пом. 1507 або 1509), справжнє ім'я Альберт Імменгусен (швед. Albertus Immenhusen) — шведський художник часів пізнього Середньовіччя.

## Біографія
Про життя Альбертуса Піктора збереглося мало відомостей. Він був родом з германського гессенського міста Імменхаузен. У шведських історичних документах уперше згадується в 1465 році, коли став жителем міста Арбуга. Через вісім років він переїхав у Стокгольм, де одружився з вдовою місцевого художника. Альбертус став власником художньої майстерні. Альбертус був не лише художником, але також органістом, ткачом і майстром з виготовлення гобеленів. У період з 1479 по 1508 роки його ім'я згадується в документах у різних цивільних справах десять разів. У 1507 році він важко захворів і був прикутий до ліжка. У Швеції роком його смерті заведено вважати 1509, коли його ім'я остаточно перестало згадуватися. Його дружина дожила як мінімум до 1522 року.

## Палітра художника
Шведський художник часів пізнього Середньовіччя відомий настінними фресками для церков центральної і південної Швеції (Уппланд, Вестманланд, Седерманланд). Загальна кількість настінних розписів Альбертуса невідома. Йому приписують розпис 37 церков, що збереглися у Швеції. Так в невеликому місті Бромма, яке знаходиться за кілька кілометрів від Стокгольма у церкві в 1480-х рр. Альбертус Піктор з учнями прикрасили стіни фресками. Було створено понад сорок настінних розписів, які були відновлені в 1905—1906 рр. Фахівці вважають, що в церкві Херкеберга містяться найкращі творіння Альбертуса Піктора. Вони створені за темами Старого та Нового Завітів і мають вигляд коміксів для бідних та неграмотних людей. Фрески дуже добре збереглися, адже не були покриті ні побілкою, ні фарбою. Яскраві біблійні образи перемежовуються зі світськими мотивами. Наприклад, «Колесо фортуни» — фреска, в якій демони, уявні тварини й звірі «розкидані» по всьому храму.

## Твори
Найбільш відомі розписи його передбачуваного авторства: «Танцюючі селяни» і «Смерть, що грає в шахи».
- Фреска «Смерть, що грає в шахи» з церкви Тебю є одним з джерел сюжету знаменитої сцени у фільмі Інгмара Бергмана «Сьома печатка», в якому Антоніус Блок веде гру зі Смертю. Сам художник у виконанні Гуннара Ульсона також є одним з героїв фільму: він розмовляє зі зброєносцем Блоку під час роботи над стінним розписом церкви.
- 1480 — «Танцюючі селяни» (церква Херкеберга в Упсалі)